# محوطه تپه گلرخ
محوطه تپه گلرخ مربوط به دوران‌های تاریخی پس از اسلام است و در شهرستان لامرد، بخش چاه‌ورز، شهر چاه‌ورز واقع شده و این اثر در تاریخ ۲۴ تیر ۱۳۸۲ با شمارهٔ ثبت ۹۲۲۰ به‌عنوان یکی از آثار ملی ایران به ثبت رسیده است.

## مشخصات
قلعه گلرخ که در آن کارگاه سفالگری وجود داشته هم‌اکنون این محوطه‌ای از آن برجا مانده و در بخش کوهپایه واقع شده‌است و به صورت تپه‌ای به ابعاد ۱۶۰ در ۳۶ متر است. آثار معماری موجود در سطح این محوطه را سنگ‌های لاشه و ملاط گچ تشکیل می‌دهد که امروزه کمتر از نیم‌متر از ارتفاع این آثار در سطح محوطه باقی مانده‌است. در سطح این محوطه سکه‌ای متعلق به سال ۶۱۱م به ضرب ضرابخانه دارابگرد از خسرو دوم پادشاه ساسانی به دست آمده‌است. این سکه از جنس نقره است و خسرو را با تاجی که در بالای آن دو بال عقاب باز شده، نشان می‌دهد. در این محوطه قطعه سفال‌هایی یافته شده که یک قطعه سفال آن متعلق به ظرفی با لبه مثلثی شکل است که خمیرمایهٔ آن به رنگ قرمز و پوشش گلی سطح آن به رنگ قهوه‌ای است.